# Pseudoaricia carteri
Pseudoaricia carteri är en fjärilsart som beskrevs av Harrison 1929. Pseudoaricia carteri ingår i släktet Pseudoaricia och familjen juvelvingar. Inga underarter finns listade i Catalogue of Life.